# Quinto Fabio Vibulano Ambusto
Quinto Fabio Vibulano Ambusto (Roma, ... – ...; fl. V secolo a.C.) è stato un politico romano del V secolo a.C..

## Primo consolato
Nel 423 a.C. fu eletto al consolato con Gaio Sempronio Atratino.
Mentre a Quinto Fabio fu affidata la difesa della città, a Gaio Sempronio fu affidata la campagna contro i Volsci, che si erano riorganizzati per dare battaglia all’impero.
Nonostante l'incapacità organizzativa di Sempronio, contrapposta alla cura con cui i Volsci avevano preparato lo scontro, la campagna non si trasformò in un disastro grazie al valore di un decurione di cavalleria, Sesto Tempanio, che nel momento più critico riuscì a risollevare le sorti della battaglia, e al sopraggiungere della notte, che impedì ai Volsci di valutare le reali forze nemiche inducendoli a ritirarsi nell'erronea convinzione di aver perso lo scontro.
Tornato a Roma Sempronio riuscì ad evitare di essere messo in stato di accusa per la conduzione della battaglia solo grazie alla testimonianza di Tempanio, che raccontò di averlo visto combattere con valore.

## Primo tribunato consolare
Nel 416 a.C. fu eletto tribuno consolare con Spurio Nauzio Rutilo, Aulo Sempronio Atratino e Marco Papirio Mugillano.
L'anno, come il precedente, fu caratterizzato da rapporti esterni tranquilli, ed interni tesi a causa del ripresentarsi della questione agraria da parte dei tribuni della plebe.

## Secondo tribunato consolare
Nel 414 a.C. fu eletto tribuno consolare con Gneo Cornelio Cosso, Lucio Valerio Potito e Marco Postumio Regillense.
In quell'anno Bola, espugnata l'anno precedente dai romani che discutevano se inviarvi dei coloni, fu riconquistata e fortificata dagli Equi; il Senato romano decise di affidare la campagna a Marco Postumio.
Marco Postumio condusse l'esercito romano alla vittoria contro gli Equi, ma si inimicò i soldati, mancando la promessa di dividere con essi il bottino di guerra. Richiamato a Roma, durante una accesa discussione in assemblea con i tribuni della plebe, si espresse con parole dure nei confronti dei soldati.
Nel campo militare, quando giunse notizia di quanto accaduto a Roma, ci furono grossi tumulti, che Marco Postumio affrontò con eccessiva durezza, tanto che durante i nuovi tumulti, nati per la sua decisione di mandare a morte alcuni soldati, fu lapidato dai suoi stessi soldati.
I tribuni della plebe impedirono ai tribuni consolari di aprire un'inchiesta sull'accaduto.

## Secondo consolato
Nel 412 a.C. fu eletto al suo secondo consolato con Gaio Furio Pacilo.
Durante l'anno, il tentativo del tribuno della plebe Lucio Icilio di riportare al centro del dibattito politico la questione agraria, fu frustrato dalla pestilenza a Roma.
(Tito Livio, Ab Urbe condita, IV, 2, 52)